# دائرة شيشاوة
دائرة شيشاوة هي إحدى دوائر إقليم شيشاوة، التابع لجهة مراكش آسفي، المملكة المغربية. تضم الدائرة 8 جماعات قروية، وبلغ عدد سكانها 76333 فرداً سنة 2004 حسب الإحصاء الرسمي للسكان والسكنى. يتبع للدائرة 15 مشيخة و227 دوار.

## التقسيمات الإداريّة
تعتبر دائرة شيشاوة إحدى الدوائر المشكّلة لإقليم شيشاوة، وهو التقسيم الإداري من المستوى الرابع المعتمد في المغرب. ينقسم إقليم شيشاوة إلى 33 جماعات قروية تختلف من حيث السكان والمساحة، والتي بدورها تنقسم إلى مشيخات تضم عدداً من الدواوير.